# Lac Togiak
Pour les articles homonymes, voir Togiak.
Le lac Togiak est un lac d'Alaska, aux États-Unis dans la région de recensement de Dillingham. Il fait environ 13 milles (21 km) de long. Il s'étend depuis l'embouchure de la rivière Izavieknik sur 75 milles (121 km) jusqu'à Goodnews Bay.

## Sources
- (en) Cet article est partiellement ou en totalité issu de l’article de Wikipédia en anglais intitulé « Togiak Lake » (voir la liste des auteurs).